# Маринич Олександр Віталійович
Олександр Віталійович Маринич (4 серпня 1986, Київ) — український кібернетик, педагог, доктор фізико-математичних наук (2017), професор (2020), професор кафедри дослідження операцій факультету комп'ютерних наук та кібернетики Київського національного університету імені Тараса Шевченка.

## Життєпис
2003-08 — студент факультету кібернетики Київського національного університету імені Тараса Шевченка.
Працює в Київському університеті після його закінчення: асистент, доцент, докторант, професор кафедри дослідження операцій.
Кандидатська дисертація «Випадкові рекурентні послідовності» (2011, науковий керівник — доктор фізико-математичних наук Олександр Іксанов).
У 2017 році захистив докторську дисертацію на тему «Граничні теореми для випадкових процесів з регенерацією», у 2020 році одержав атестат професора кафедри дослідження операцій.

## Наукові інтереси
- випадкові процеси;
- випадкові рекурсії;
- регенеративні структури.

## Науковий доробок
Автор понад 50 наукових робіт та монографії

## Відзнаки
- Премія Президента України для молодих вчених за 2017 рік за цикл наукових праць «Випадкові процеси з регенерацією»
- стипендія Верховної Ради України для молодих вчених-докоторів наук у 2020 році
- премія «Найкращий молодий математик України» у 2020 році